# Agabus brunneus
Agabus brunneus là một loài bọ cánh cứng trong họ Bọ nước. Loài này được Fabricius mô tả khoa học năm 1798.